# Tipos de hormigón

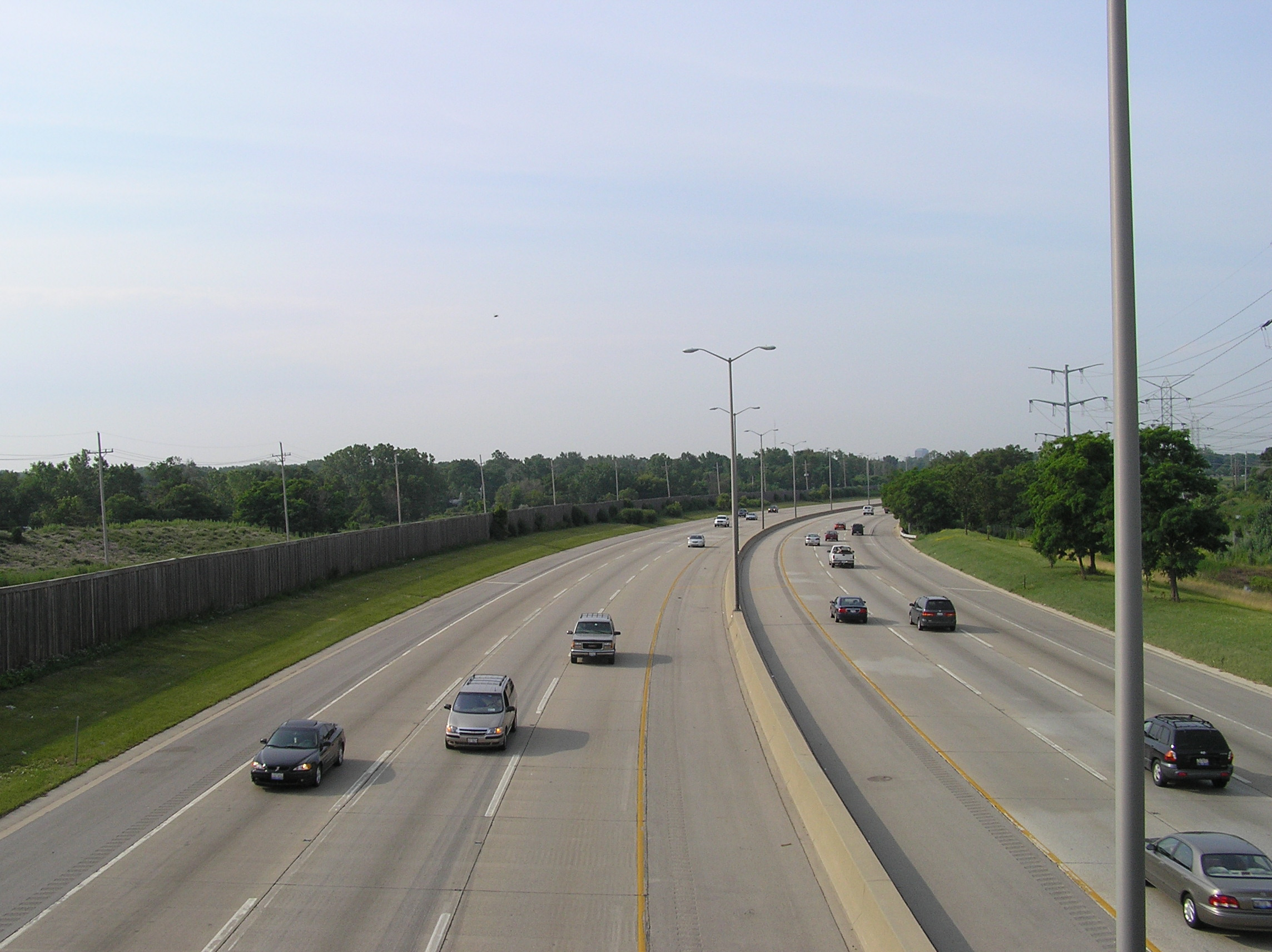
Una carretera pavimentada con hormigón

El hormigón es una mezcla de cemento o cal, agua, arena y grava. Generalmente lleva 2 tipos de áridos. El primer tipo son los finos (arena) y el segundo, los gruesos (grava). Lo que no es aglutinante (cemento o cal) ni agua se denomina agregados. Además de áridos pueden ser otros materiales, como gránulos de corcho, cenizas volantes, etc. El hormigón puede, además, llevar aditivos. Dependiendo de las proporciones de cemento (o cal), áridos y agua, del tipo de cemento (el más habitual es el cemento Portland, pero hay otros), de los aditivos, del tipo de agregados o, incluso si solo son áridos, de su granulometría, se producen muchos tipos de hormigón, cada uno con unas determinadas características de resistencia, aislamiento, peso, permeabilidad y aspecto, que deberán tenerse en cuenta para cada una de las finalidades a las que se va a destinar. Para un mismo edificio pueden utilizarse diferentes tipos de hormigónː uno para los elementos estructurales (vigas, pilares), otro para los suelos, otro para aislar la fachada, etc.

## Diseño de la mezcla
Los diseños modernos de mezclas de hormigón pueden ser complejos. La elección de una mezcla de hormigón depende de para qué se va a usar, tanto en términos de resistencia y apariencia como en relación con la normativa aplicable.
El diseño comienza determinando los requisitos que se le van a exigir a ese hormigón particular. Estos requisitos tienen en cuenta las condiciones climáticas a las que estará expuesto el hormigón una vez que se haya puesto en servicio y la resistencia de diseño requerida. La resistencia a la compresión de un hormigón se determina tomando muestras cilíndricas moldeadas y curadas de manera estándar. Tras echar el hormigón en el lugar que va a ocupar se producen el fraguado y el curado, procesos fundamentales que deben llevarse a cabo correctamente por personal con suficientes conocimientos.
Hay que tener en cuenta muchos factores, desde el coste de los distintos aditivos y agregados hasta el trade-off entre la viscosidad de la mezcla líquida (una menor viscosidad facilita la propia mezcla y la colocación) y el desempeño posterior (una mayor viscosidad de la mezcla líquida hace que, cuando se solidifica, presente mayor resistencia).
Luego se diseña la mezcla de cemento (Portland u otro material cementante), agregados gruesos y finos, agua y aditivos. También se especificará el propio método de mezcla, así como las condiciones en que se utilizará. Esto permite que el usuario del hormigón confíe en que la mezcla, cuando se endurezca, tendrá las características deseadas. Las mezclas de hormigón también se pueden diseñar utilizando programas de ordenador. Este software brinda al usuario la oportunidad de seleccionar su método preferido de diseño de mezcla e ingresar los datos del material para llegar a diseños de mezcla adecuados.
Se han desarrollado varios tipos de hormigón para aplicaciones específicas, y son conocidos por estos nombres.

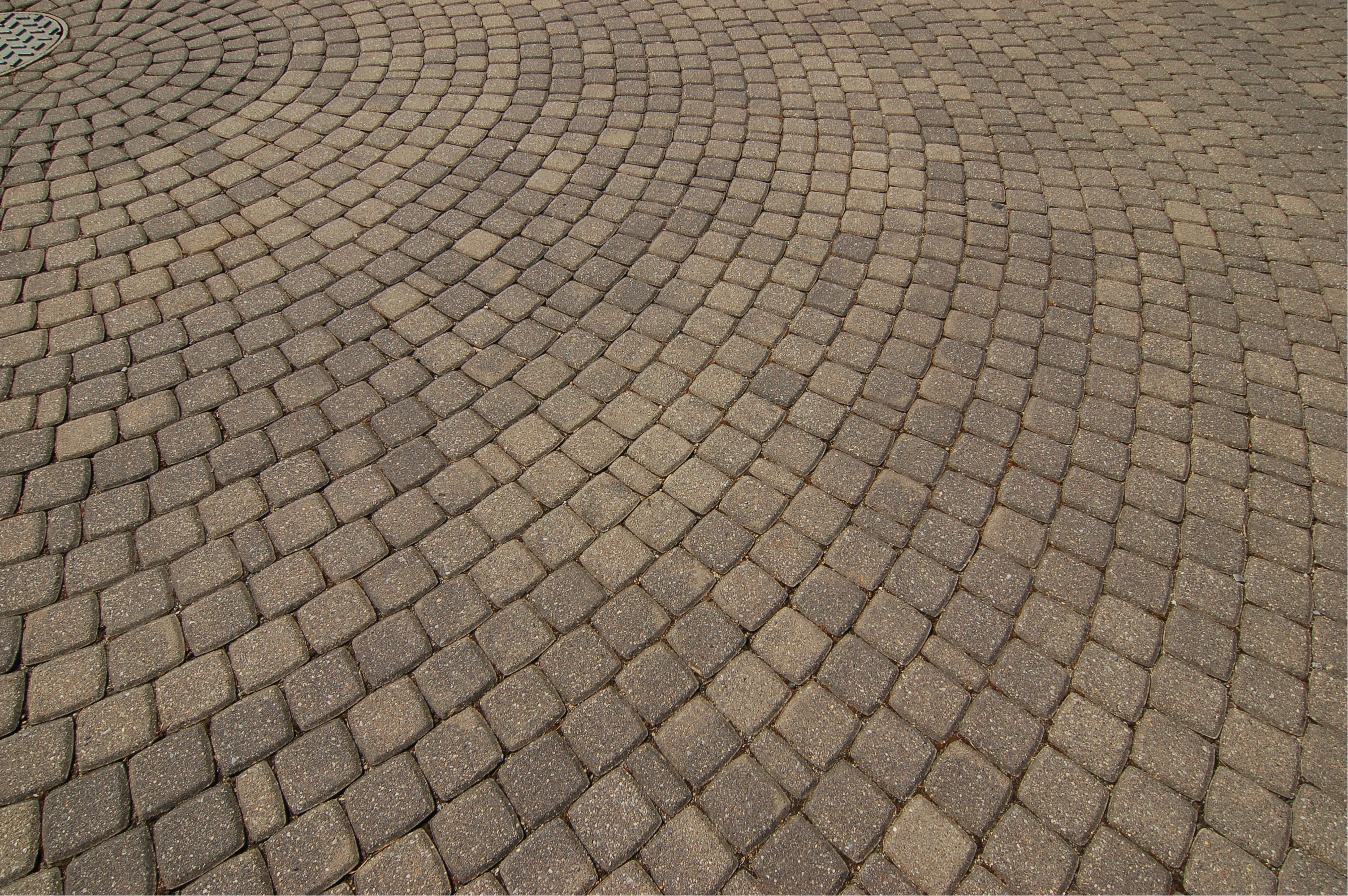
Bloques de hormigón modulares para pavimentación

## Composición histórica del hormigón
Desde la antigüedad se han utilizado materiales de construcción a los que se puede llamar hormigones. El hormigón romano se fabricaba a partir de ceniza volcánica (puzolana) y cal hidratada. El hormigón romano era superior a otras recetas de hormigón (por ejemplo, las que consistían únicamente en arena y cal, normalmente llamadas argamasas) utilizadas por otras culturas. Aparte de la ceniza volcánica, para la fabricación del hormigón romano convencional también se podía utilizar polvo de ladrillo. Además del hormigón romano convencional, los romanos también inventaron otra mezcla, a partir de ceniza volcánica y arcilla. Pero ojoː una mezcla de cal, arena y agua es una argamasa, mientras que una mezcla de cal, arena, agua y grava ya es un hormigón de cal.
Algunos tipos de hormigón utilizados para hacer esculturas y jardineras se denominan piedra artificial, piedra de molde, piedra reconstituida o piedra compuesta. No existe una fórmula única y precisa que diferencie la piedra artificial de otros materiales de construcción donde el aglutinante es la cal. Esto se debe a que el término es anterior a la ciencia química moderna y está atestiguado desde al menos la década de 1790. 
En el siglo XIX y posteriores, el término piedra artificial denominó diversos productos, incluidos numerosos hormigones donde el aglutinante era cemento (una mezcla tratada de caliza y arcilla). La palabra inglesa cement, además del mismo significado de "mezcla tratada de caliza y arcilla" que tiene en español, significa «cualquier cosa que une», de modo que se puede decir en inglés lime-cemented concretes, hormigones donde el aglutinante es la cal, denominados "hormigón de cal".

## Espuma de hormigón
La espuma de hormigón (foam concrete o foamed cement) es un material a base de cemento que incorpora burbujas de aire estables para crear un producto ligero y muy aislante. A diferencia del hormigón con aire incorporado, que introduce pequeñas burbujas de aire a través de un aditivo durante la mezcla, la espuma de hormigón reemplaza los agregados gruesos con estas burbujas de aire, lo que genera una diferencia significativa en la densidad: varía de 400 a 1 600 kg/m3, mientras que el hormigón con aire incorporado mantiene su densidad en unos 2 000 kg/m3. 
La espuma de hormigón se produce mezclando cemento o cenizas volantes, arena, agua y una espuma sintética aireada, que proporciona estabilidad a las burbujas de aire. Ofrece excelentes propiedades de aislamiento térmico y acústico, lo que lo hace adecuado para aplicaciones como aislamiento o rellenado de huecos y zanjas. Su naturaleza liviana también hace que sea más fácil de manipular y transportar en comparación con el hormigón tradicional. La espuma de hormigón se puede moldear fácilmente en diferentes formas y tamaños. Lógicamente tiene menos resistencia a la compresión que el hormigón convencional.

## Hormigón al vacío
Se está investigando el hormigón al vacío, fabricado mediante el uso de vapor de agua que produce un vacío dentro de una hormigonera para liberar burbujas de aire dentro del hormigón. La idea es que el vapor desplace el aire normalmente sobre el hormigón. Cuando el vapor se condensa en agua, creará una baja presión sobre el hormigón que extraerá aire de éste. Esto hace más fuerte el hormigón debido a la menor presencia de aire en la mezcla. Una desventaja es que la mezcla debe hacerse en un recipiente hermético.
La resistencia final del hormigón aumenta aproximadamente un 25 %. El hormigón al vacío se endurece muy rápidamente, por lo que los encofrados se pueden retirar solo 30 minutos después de verter la mezcla en ellos, incluso en columnas de 20 pies (6 metros) de alto. Esto tiene un considerable interés económico, especialmente en una fábrica de elementos prefabricados, ya que los encofrados se pueden reutilizar a intervalos frecuentes. La resistencia de ligazón (de sus componentes) del hormigón al vacío es aproximadamente un 20 % superior a la del hormigón normal. 
La superficie del hormigón al vacío está completamente libre de picaduras y la capa superior, hasta una profundidad de 1/16 de pulgada (1,6 milímetros) es altamente resistente a la abrasión. Estas características son de especial importancia en la construcción de estructuras de hormigón que van a estar en contacto con agua que fluye a alta velocidad. Se adhiere bien al hormigón viejo y, por lo tanto, se puede utilizar para renovar losas de carreteras y otros trabajos de reparación.

## Hormigón armado
El hormigón armado es hormigón vertido dentro de un encofrado donde hay una armadura de barras de acero corrugado. Una vez solidificado, se retira el encofrado, y las barras se quedan dentro de la matriz de hormigón, confiriendo al conjunto resistencia tanto a la compresión como a la tracción, por lo que es muy adecuado para construir en zonas azotadas por terremotos (construcción antisísmica) y no tiene gastos de mantenimiento.

## Hormigón asfáltico
El hormigón asfáltico es una mezcla de 2 tipos de áridos y asfalto en lugar de cemento. No lleva agua. Como el asfalto es sólido a temperatura ambiente, se tiene que calentar a una temperatura entre 150 y 160 °C para hacer la mezcla.
Este tipo de hormigón es capaz de desarrollar una alta resistencia pocas horas después de verterlo (el hormigón normal tarda 28 días en alcanzar su resistencia máxima). Esta característica tiene ventajas como la posibilidad de retirar el encofrado de forma temprana (también, según las aplicaciones, se puede prescindir del encofrado y simplemente apisonar la mezcla caliente después de verterla) y de avanzar en el proceso constructivo con gran rapidez, quedando las superficies de las carreteras reparadas totalmente operativas en apenas unas horas. La resistencia y durabilidad máximas pueden variar con respecto a las del hormigón estándar, dependiendo de los detalles de composición.

## Hormigón autocompactante
El hormigón normal, una vez vertido, necesita ser compactado, habitualmente con un vibrador, para eliminar las burbujas de aire y el exceso de agua. Lo habitual es usar vibradores eléctricos. También se puede hacer con herramientas no eléctricas. Si no se hace, la resistencia es menor y pueden aparecer defectos. Se descubrió que los defectos del hormigón en Japón se debían principalmente a la alta relación agua-cemento que se empleaba para aumentar la trabajabilidad. La mala compactación se debió principalmente a la necesidad de una construcción rápida en los años 1960 y 1970. Hajime Okamura previó la necesidad de un hormigón que fuera muy trabajable y que no dependiera de la fuerza mecánica para su compactación. Durante la década de 1980, Okamura y su estudiante de doctorado Kazamasa Ozawa en la Universidad de Tokio desarrollaron el hormigón autocompactante (SCC, self-compacting concrete), que era cohesivo, pero fluido y tomaba la forma del encofrado sin necesidad de compactación mecánica. En Estados Unidos, el SCC se conoce como hormigón autoconsolidante (self-consolidating concrete).
El SCC se caracteriza por lo siguiente:
- Fluidez extrema medida por el flujo, típicamente entre 650 y 750 mm en una mesa de flujo, en lugar de depresión (altura).
- No se necesitan vibradores para compactarlo.
- Colocación más fácil.
- No segrega agua ni agregados.
- Aumento de la presión del líquido, lo que puede ser perjudicial para la seguridad y la mano de obra.

El SCC puede ahorrar hasta un 50 % en coste de mano de obra debido a un vertido un 80 % más rápido y un menor desgaste del encofrado.
En 2005, los hormigones autocompactantes representaron entre el 10 y el 15 % de las ventas de hormigón en algunos países europeos. En la industria del hormigón prefabricado en EE. UU., el SCC representa más del 75 % de la producción de hormigón. 38 departamentos de transporte en EE. UU. aceptan el uso de SCC para proyectos de carreteras y puentes.
Esta tecnología emergente es posible gracias al uso de plastificantes de policarboxilatos, en lugar de los antiguos polímeros basados en naftaleno, y modificadores de viscosidad para evitar que los agregados se segreguen.

## Hormigón blindado
Es el especialmente diseñado para la contención de la radiación.

## Hormigón celular
El hormigón celular producido mediante la adición de un agente incorporador de aire al hormigón (o un agregado liviano, como agregado de arcilla expandida o gránulos de corcho y vermiculita ) a veces se denomina hormigón celular, hormigón celular liviano, hormigón de densidad variable, hormigón liviano o ultraligero, que no debe confundirse con el hormigón celular autoclavado, que no es que se clave a sí mismo, sino que se trata en una autoclave, un aparato para producir altas presiones y temperaturas. Se fabrica fuera del sitio utilizando un método completamente diferente.
En la obra de 1977 Un lenguaje de patrones: ciudades, edificios y construcción, el arquitecto Christopher Alexander escribió en el patrón 209 sobre "Buenos materiales":
«El hormigón regular es demasiado denso. Es pesado y difícil de trabajar. Tras fraguar no puedes cortarlo ni clavar en él. Y su superficie es fea, fría y se siente dura a menos que se cubra con caros acabados que no integran la estructura.
Y sin embargo, de alguna forma el hormigón es un material fascinante. Es fluido, fuerte y relativamente barato. Está disponible en casi todas las partes del mundo. Un profesor de la Universidad de California, P. Kumar Mehta, acaba de encontrar un modo de convertir desechos de cáscara de arroz en cemento Portland. [...] ¿Hay algún medio de reunir todas estas buenas cualidades del hormigón y tener también un material ligero, fácil de trabajar, con un acabado agradable? Lo hay. Es posible utilizar una amplia gama de hormigones ultraligeros con densidad y resistencia a la compresión muy similares a los de la madera. Son fáciles de trabajar, se puede clavar en ellos con clavos normales, pueden serrarse, perforarse, repararse fácilmente.[...]
Creemos que el hormigón ultraligero es uno de los materiales masivos fundamentales del futuro.» 
La densidad de un material normalmente se mide en kilogramos por metro cúbico de ese material (kg/m³). La del hormigón regular está alrededor de los 2400 kg/m³. La de un hormigón ultraligero puede llegar a 300 kg/m³, aunque a esta densidad no serviría como elemento estructural (no soportaría carga, se rompería) y funcionaría únicamente como relleno o aislante. Cuanto menos denso es un hormigón, menos presión resiste y más aislamiento térmico y acústico proporciona. Esto se debe a que reemplaza áridos gruesos (piedras, que conducen bien el calor y el sonido) por aire o un material ligero como arcilla, gránulos de corcho o vermiculita. Existen numerosos productos que utilizan un agente espumante parecido a la crema de afeitar para mezclar burbujas de aire con el hormigón.
| Densidad seca (kg/m³) | Resistencia a la compresión a los 7 días (N/mm²) | Conductividad térmica* (W/mK) | Módulo de elasticidad (kN/mm²) | Contracción por secado (%) |
| --------------------- | ------------------------------------------------ | ----------------------------- | ------------------------------ | -------------------------- |
| 400                   | 0,5–1,0                                          | 0.10                          | 0,8–1,0                        | 0,30–0,35                  |
| 600                   | 1.0–1.5                                          | 0.11                          | 1.0–1.5                        | 0,22–0,25                  |
| 800                   | 1,5–2,0                                          | 0,17–0,23                     | 2.0–2.5                        | 0,20–0,22                  |
| 1000                  | 2,5–3,0                                          | 0,23–0,30                     | 2,5–3,0                        | 0,18–0,15                  |
| 1200                  | 4.5–5.5                                          | 0,38–0,42                     | 3,5–4,0                        | 0,11–0,19                  |
| 1400                  | 6.0–8.0                                          | 0,50–0,55                     | 5.0–6.0                        | 0,09–0,07                  |
| 1600                  | 7,5–10,0                                         | 0,62–0,66                     | 10.0–12.0                      | 0,07–0,06                  |

Las aplicaciones del hormigón celular incluyen:
- Aislamiento de tejados
- Bloques y paneles para paredes
- Nivelación de suelos
- Relleno de huecos
- Subbases y mantenimiento de carreteras
- Estribos y reparaciones de puentes
- Estabilización del suelo

## Hormigón ciclópeo
Se denomina hormigón ciclópeo a la técnica constructiva de, a la vez que se va vertiendo el hormigón normal, añadir piedras de menor o mayor tamaño.

## Hormigón compactado con rodillo
El hormigón compactado con rodillo, a veces llamado hormigón laminado, es un hormigón rígido con bajo contenido de cemento que se instala utilizando técnicas tomadas de trabajos de movimiento de tierras y pavimentación. El hormigón se coloca sobre la superficie a cubrir y se compacta allí utilizando rodillos grandes y pesados normalmente utilizados en movimiento de tierras (apisonadoras). La mezcla de hormigón alcanza una alta densidad y se cura con el tiempo formando un bloque monolítico resistente. El hormigón compactado con rodillo se utiliza normalmente para pavimentos de hormigón, pero también se ha utilizado para construir presas de hormigón, ya que permite una mayor rapidez de construcción, y por tanto, un menor coste (es menor el tiempo durante el cual la estructura no produce rendimiento económico por estar aún construyéndose).

## Hormigón con aire incorporado
El hormigón con aire incorporado es un tipo de hormigón que incorpora intencionalmente pequeñas burbujas de aire (de 10 a 500 micrómetros de diámetro) mediante la adición de un agente incorporador de aire durante el proceso de mezcla. Estas burbujas de aire mejoran la trabajabilidad del hormigón durante su colocación y mejoran su durabilidad cuando se endurece, particularmente en regiones propensas a ciclos de congelación y descongelación. A diferencia del hormigón celular, que es liviano y se crea al introducir burbujas de aire estables mediante un agente espumante, el hormigón con aire incorporado mantiene su densidad (el aire se compone de un 6–12 % en volumen). Otras ventajas que pueden citarse sonː mayor resistencia al agrietamiento y al daño superficial, mayor durabilidad contra daños por fuego y resistencia general. Además, los huecos de aire en el hormigón con aire incorporado actúan como amortiguación interna, absorbiendo energía de impactos y aumentando la resistencia a las fuerzas físicas.

## Hormigón de alta resistencia
El hormigón de alta resistencia u hormigón ultrarresistente tiene una resistencia a la compresión superior a 40 MPa (6 000 psi). En el Reino Unido, la norma BS EN 206-1 define el hormigón de alta resistencia como hormigón con una clase de resistencia a la compresión superior a C50/60. El hormigón de alta resistencia se fabrica reduciendo la relación agua-cemento (A/C) a 0,35 o menos. A menudo se agrega humo de sílice para evitar la formación de cristales de hidróxido de calcio libres en la matriz de cemento, lo que podría reducir la resistencia de la unión cemento-agregados.
Las relaciones agua/cemento bajas y el uso de humo de sílice hacen que las mezclas de este hormigón sean significativamente menos trabajables, lo que puede ser un problema en aplicaciones donde sean necesarias densas armaduras de acero corrugado. Para compensar esta menor trabajabilidad, comúnmente se añaden superplastificantes a las mezclas de alta resistencia. Los agregados deben seleccionarse con cuidado para mezclas de alta resistencia, ya que los agregados más débiles pueden no soportar las cargas elevadas y provocar que la falla (la grieta que echa abajo la estructura) comience en el agregado, en lugar de en la matriz o en una burbuja de aire (resultado de una incorrecta compactación del hormigón), como ocurre habitualmente en el hormigón normal.
En algunas aplicaciones de hormigón de alta resistencia, el criterio de diseño no es la resistencia máxima a la compresión, sino el módulo elástico.

## Hormigón de alto rendimiento
El hormigón de alto rendimiento (HPC por sus siglas en inglés) es un término relativamente nuevo para el hormigón que cumple un conjunto de estándares superiores a los de las aplicaciones más comunes, no solo en lo tocante a la resistencia. Si bien todo hormigón de alta resistencia también es de alto rendimiento, no todo hormigón de alto rendimiento es de alta resistencia. Algunos ejemplos de dichos estándares utilizados actualmente en relación con HPC son:
- Facilidad de colocaciónː un HPC puedecompactarse simplemente por gravedad (autocompactación) y llenar los huecos entre las barras de acero corrugado sin necesidad de vibración.[13]
- Compactación sin segregación.
- Adquiere rápidamente resistencia (el hormigón normal solo adquiere su máxima resistencia unos 28 días —depende de muchos factores, como la temperatura o la humedad— después de verter la masa líquida, compactarlo y curarlo adecuadamente).[14]
- Permeabilidad. El hormigón normal es impermeable, pero se puede mezclar un hormigón de manera que sea permeable (ver Hormigón permeable).
- Densidad.
- Calor de hidratación.
- Dureza.
- Estabilidad de volumen.
- Larga duración en entornos agresivos.
- Características medioambientales específicas.

El HPC es un hormigón que desarrolla una resistencia superior a 50 megapascales (7251,9 psi) a los 28, 56 o 90 días. Estas resistencias generalmente requieren agregados de roca dura bien calibrados (es decir, no vale cualquier tamaño de piedraː deben encontrarse en un intervalo específico de centímetros), una proporción bastante alta de cemento más cenizas volantes, aditivos reductores de agua y humo de sílice, con un contenido de agua relativamente bajo. Para dispersar adecuadamente el humo de sílice, que generalmente se suministra en formato granular, puede ser necesario mezclar el hormigón durante más tiempo. Las mezclas ricas pueden producir un alto calor de hidratación en colocaciones espesas, lo que se puede moderar utilizando una mayor proporción de cenizas volantes, hasta un 30 % del contenido de cemento. Asimismo, para incrementar la fluidez se puede utilizar polvo de piedra caliza.

### Hormigón de rendimiento ultraalto
El hormigón de rendimiento ultraalto (UHPC por sus siglas en inglés) es un nuevo tipo de hormigón que están desarrollando las agencias interesadas en la protección de la infraestructura. El UHPC se caracteriza por ser un material compuesto de cemento reforzado con fibra de acero con resistencias a la compresión superiores a 150 MPa e incluso a 250 MPa. El UHPC también se caracteriza por su composición: normalmente sin agregados gruesos, con arena de grano fino, sílice pirogénica, pequeñas fibras de acero y mezclas especiales de cemento Portland de alta resistencia. 
Los tipos actuales de UHPC (Ductal, Taktl, etc.) se diferencian del hormigón normal en la compresión por su endurecimiento ante la deformación, seguido de un fallo frágil repentino. Varias agencias gubernamentales y universidades de todo el mundo están llevando a cabo investigaciones en curso sobre fallas de UHPC por tracción y cizallamiento (tensión cortante). La compresión, la tracción y el cizallamiento son los tipos de esfuerzo interno a los que puede verse sometido un elemento de hormigón dentro de una construcción.

### Hormigón de rendimiento ultraalto microrreforzado
Este material es la próxima generación de UHPC. Lleva una malla de microacero tridimensional, continua y multicapa. Además de la alta resistencia a la compresión, durabilidad y resistencia a la abrasión del UHPC, el UHPC microrreforzado se caracteriza por una extrema ductilidad, absorción de energía y resistencia a los productos químicos, al agua y a la temperatura. Supera al UHPC en durabilidad, ductilidad y resistencia, porque el rendimiento de las fibras de acero discontinuas y dispersas en el UHPC normal es relativamente impredecible, mientras que el UHPC microrreforzado, con su malla ordenada, se utiliza en construcciones resistentes a explosiones, a bombas y a terremotos, en superposiciones estructurales y arquitectónicas y en fachadas complejas.
La empresa Ducon fue de las primeras en desarrollar el UHPC microrreforzado, que se ha utilizado en la construcción del nuevo World Trade Center (2001-presente) en Nueva York.

## Hormigón de cal
El hormigón de cal es una mezcla de 2 tipos de áridos, agua y cal en lugar de cemento. La diferencia con la argamasa es que esta solo lleva un tipo de árido, el fino (arena) y se usa como vínculo menor de elementos mayores (ladrillos, marcos de ventanas, etc.), mientras que con el hormigón de cal se pueden hacer grandes elementos arquitectónicos, como muros o bóvedas.
Una fórmula exitosa fue desarrollada a mediados del siglo XIX por el Dr. John E. Park. La cal se ha utilizado desde la época romana tanto como hormigones de cimentación en masa como como hormigones ligeros utilizando una variedad de agregados combinados con una amplia gama de puzolanas (materiales horneados) que ayudan a lograr una mayor resistencia y velocidad de fraguado. El hormigón de cal se utilizó para construir arquitectura monumental durante y después de la revolución del hormigón romano, así como en una amplia variedad de aplicaciones como pisos, bóvedas o cúpulas. Durante la última década, ha habido un renovado interés en utilizar la cal para estas aplicaciones.
Beneficios ambientales
- La cal se fabrica a una temperatura menor que el cemento, por lo que se produce un ahorro energético inmediato del 20 % (aunque los hornos, etc., están mejorando, por lo que las cifras cambian). Un mortero de cal estándar tiene alrededor del 60-70 % de la energía incorporada de un mortero de cemento. También se considera más respetuoso con el medio ambiente por su capacidad, a través de la carbonatación, de reabsorber su propio peso en dióxido de carbono (compensando el que se desprende durante la combustión).
- Los morteros de cal permiten reutilizar y reciclar otros componentes de la construcción, como piedra, madera y ladrillos, porque se pueden limpiar fácilmente de mortero y lechada de cal.
- La cal permite utilizar otros productos naturales y sostenibles como la madera (incluida la fibra de madera, los tableros de lana de madera), el cáñamo, la paja, etc., debido a su capacidad para controlar la humedad (si se utilizara cemento, estos materiales absorberían agua y se pudrirían).

Beneficios para la salud
- La cal aplicada en la construcción es higroscópico (literalmente "que busca agua"), lo que sustrae humedad de las estancias y la lleva al exterior. Esto ayuda a regular la humedad, creando un ambiente más cómodo para las personas y ayudando a controlar la condensación y el crecimiento de moho, que se han demostrado vinculados con las alergias y el asma.
- Los revocos y lechadas de cal no son tóxicos, y por tanto no contribuyen a la contaminación del aire en interiores, a diferencia de algunas pinturas modernas.[25]

## Hormigón de caucho
El hormigón de caucho (rubberized concrete) emplea como agregados trozos de neumáticos. Además de reciclar así este voluminoso residuo, es más resistente que el hormigón normal, más ligero y aísla mejor.

## Hormigón de vidrio

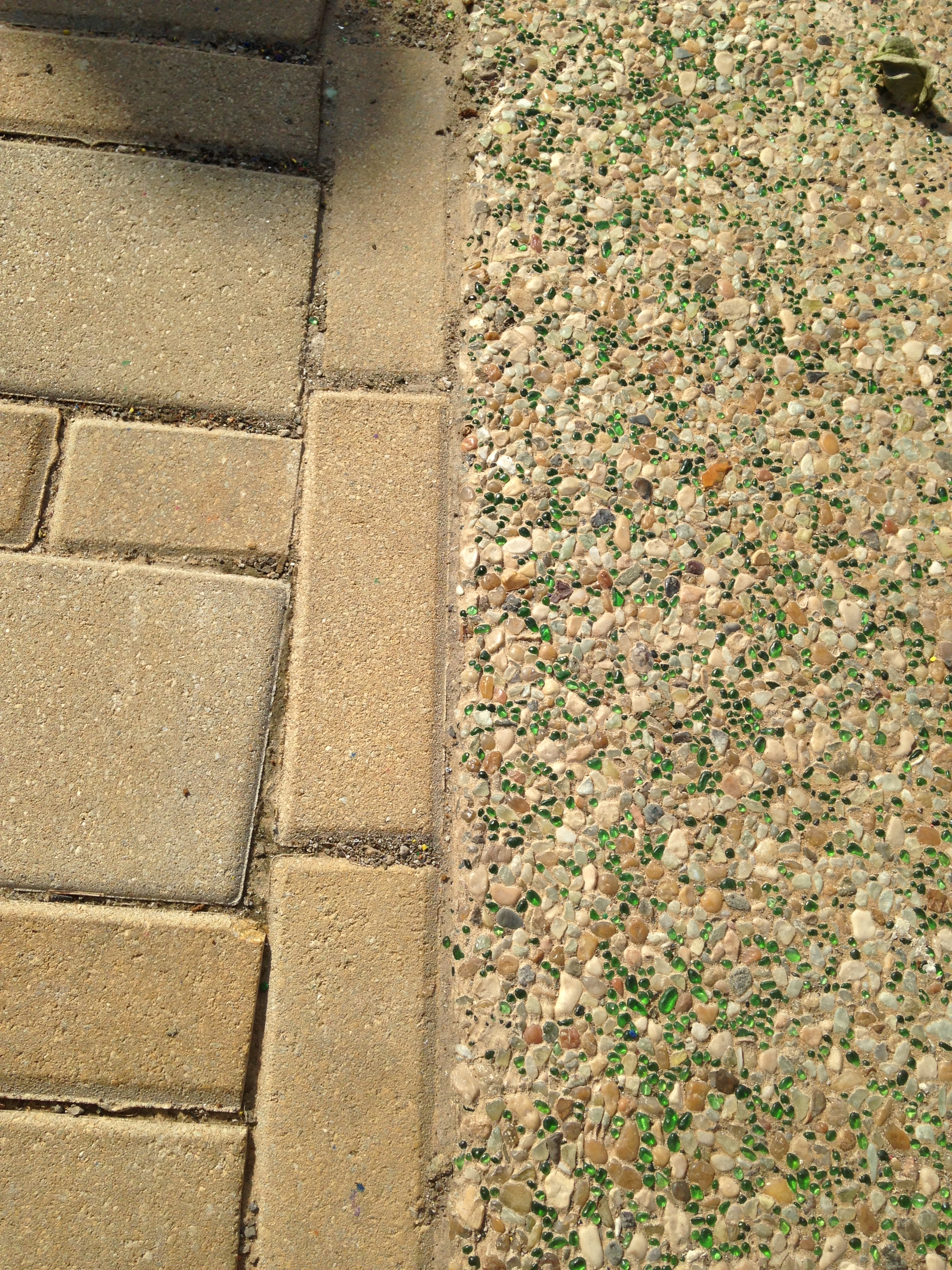
Acera en la que se ha empleado hormigón de vidrio

El uso de vidrio reciclado como agregado en el hormigón se ha vuelto habitual, y se llevan a cabo investigaciones a gran escala en la Universidad de Columbia en Nueva York. Esto mejora enormemente el atractivo estético del hormigón. Resultados de investigaciones recientes han demostrado que el hormigón elaborado con agregados de vidrio reciclado ha mostrado una mejor resistencia a largo plazo y un mejor aislamiento térmico, debido a las mejores propiedades térmicas de estos agregados.

## Hormigón de yeso
El hormigón de yeso es un material de construcción utilizado como base para pisos  en construcciones con estructura de madera y hormigón para clasificación de fuego, aislante acústico, calefacción radiante, y nivelación de pisos. Es una mezcla de yeso, cemento Portland y arena. Una de sus ventajas es su ligereza. Pesa menos que el hormigón normal y mantiene una resistencia a la compresión y unos costes comparables. También es fácil de trabajar y nivelar, lo que permite una instalación más rápida y una mayor productividad. El uso de hormigón de yeso para pisos con calefacción radiante se hizo popular en la década de 1980 con la introducción de tubos de polietileno reticulado (PEX), que no son susceptibles a la corrosión del hormigón. No debe confundirse con el hormigón de cal. La cal es óxido o hidróxido de calcio, mientras que el yeso es sulfato de calcio.

## Hormigón estampado
El hormigón estampado tiene un acabado superficial específico. Después de colocar un piso de hormigón, se impregna la superficie con endurecedores (pueden ser pigmentados) y se estampa un molde, que puede tener textura para simular piedra, ladrillo o incluso madera. Después de un endurecimiento suficiente, la superficie se limpia y generalmente se sellan sus poros (por ejemplo con una capa de pintura o esmalte) para brindar protección. La resistencia al desgaste del hormigón estampado generalmente es excelente y, por lo tanto, se encuentra en aplicaciones como estacionamientos, pavimentos, pasarelas, etc.

## Hormigón estructural de baja densidad
Los agregados cerámicos con una densidad inferior a la del agua se utilizan para hormigón estructural de baja densidad. Estos agregados pueden incluir arcillas expandidas y lutitas, preferiblemente con absorción de agua inferior al 10 %. Para el hormigón estructural, como áridos gruesos, se utilizan exclusivamente de baja densidad, y como árido fino, arena natural. Sin embargo, para hormigones de densidad moderada se utilizan porcentajes más bajos.
El hormigón estructural de baja densidad puede presentar altas resistencias a la compresión y a la tracción, con fluencia y contracción todavía aceptables, pero generalmente será menos rígido que las mezclas convencionales. 
Su ventaja más obvia es la baja densidad, pero estos hormigones también tienen baja permeabilidad al agua, mayor aislamiento térmico y suponen menor carga para estructuras flotantes. La resistencia a la abrasión por hielo es similar a la del hormigón normal. 
Las desventajas son que la absorción de agua por parte de los agregados puede ser relativamente alta y la consolidación del hormigón mediante vibración puede provocar que el agregado de baja densidad flote. Esto se puede evitar minimizando la vibración y utilizando mezclas de fluidos.

## Hormigón geopolímero
El hormigón geopolímero, hormigón verde u hormigón ecológico lleva cemento geopolimérico en lugar de cemento Portland. Este cemento geopolimérico se compone de polímeros de aluminosilicato inorgánico (Al-Si) que pueden utilizar desechos industriales reciclados (por ejemplo cenizas volantes o escoria de alto horno) como insumos de fabricación, lo que da como resultado emisiones de dióxido de carbono hasta un 80 % menores. Debido a su estructura química, el hormigón geopolímero, además de menores emisiones de efecto invernadero, presenta una mayor durabilidad que el hormigón convencional.

## Hormigón ligero
Emplea agregados más ligeros que los del hormigón normal, como escoria, vermiculita, corcho, paja y otros materiales. Los gránulos de corcho son un desecho de la producción de tapones de botellas a partir de la corteza tratada del alcornoque. Estos gránulos tienen una densidad aproximada de 300 kg/m 3, inferior al de la mayoría de otros agregados ligeros. Emplearlos en el denominado hormigón de corcho es una actividad de economía circular. Los gránulos de corcho no influyen significativamente en la hidratación del cemento, pero el polvo de corcho sí que puede hacerlo. 
Emplear corcho en lugar de áridos, o además de ellos, cambia las características del producto respecto al hormigón estándarː disminuye la conductividad térmica (y por tanto aísla mejor), se reduce la densidad y mejora la absorción de energía, lo que puede convenir para determinadas aplicaciones. La resistencia a la compresión disminuye muchoː un ensayo de hormigones de corcho halló que, en el mejor de los casos, era de 4,3 megapascales, un quinto de la del hormigón normal.

## Hormigón moderno
El hormigón normal, hormigón convencional, hormigón común u hormigón estándar es el que se obtiene siguiendo las instrucciones de mezcla que suelen aparecer en los sacos de cemento, generalmente utilizando arena y grava como agregados y a menudo mezclado en recipientes improvisados (o directamente sin recipiente, echando a la vez en el suelo un saco de arena a la vez que otro de cemento, haciendo en el montón un hueco con la pala, añadiendo agua y grava y mezclando con la misma pala). Los ingredientes de cualquier mezcla particular dependen de la naturaleza de la aplicación. El hormigón común generalmente puede soportar una presión entre 10 a 40 megapascales (MPa)  —1 450 a (5 800 libras por pulgada cuadrada (psi), una unidad de presión anglosajona. En usos menos exigentes, como el hormigón ligante, soporta muchos menos megapascales que el hormigón estructural. 
Existen muchos tipos de hormigón premezclado disponibles que incluyen cemento en polvo mezclado con agregados y que solo necesita agua. También los hay que, además del agua, necesitan agregados gruesos.
Normalmente, se puede hacer hormigón regular mezclando, por cada kilo de cemento Portland, 2 kilos de arena seca, 3 kilos de grava seca y medio litro de agua. La arena debe ser de mortero o de ladrillo (lavada y tamizada si es posible, con un cedazo) y la grava debe estar lavada si es posible. Los materiales orgánicos (hojas, ramitas, etc.) deben eliminarse de la arena y la grava para garantizar la máxima resistencia.

## Hormigón modular
El hormigón modular consiste en elementos realizados en una fábricaː la mezcla se vierte en un molde o encofrado, y cuando se ha endurecido, se desmolda y se almacena, a la espera de llevar los elementos, normalmente en camión, a su emplazamiento definitivo, donde serán fijados por el método que haya elegido el arquitecto (mortero de cemento, resina adhesiva, pernos y tornillos, etc.). Los prefabricados de hormigón son conceptualmente lo mismo, pero mientras que se emplea el término "hormigón modular" para elementos que, ensamblados, conformarán una estructura específica (una casa, un puente), se utiliza "prefabricados de hormigón" para otros elementos (losas, bloques) que no están destinados a una configuración determinada.

## Hormigón para hábitat marino

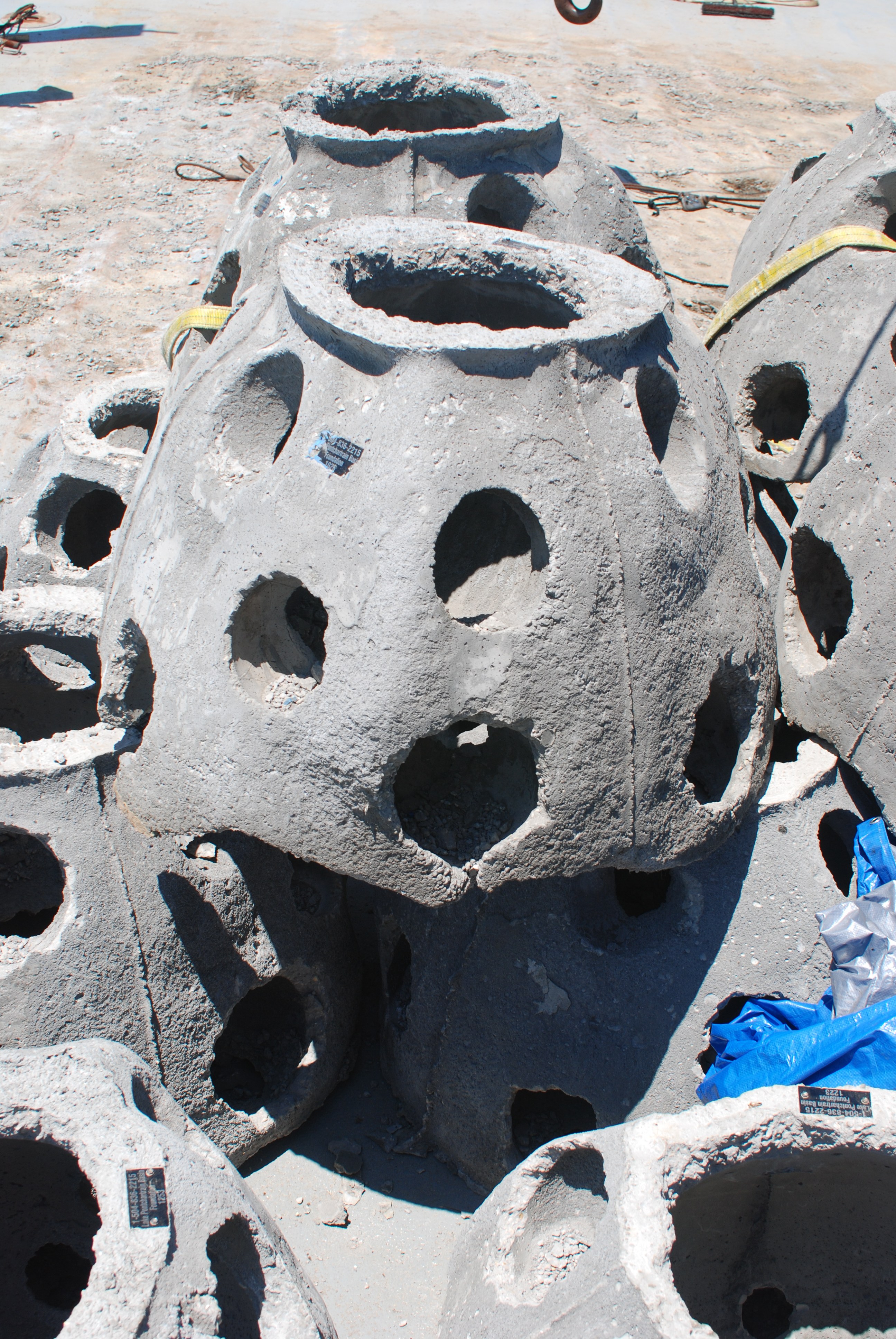
Las bolas de arrecife son un tipo de estructura utilizada en la construcción de arrecifes artificiales.

El hormigón para hábitat marino es utilizado en arrecifes artificiales. El hormigón crea un refugio y un hogar para la vida marina. Normalmente se trata de elementos prefabricados en tierra, con formas orgánicas, que después se emplazan de forma estudiada en entornos marinos.

## Hormigón percolado
Por su parte, el hormigón percolado consiste en colocar primero la grava y, a continuación, verter sobre ella, o inyectar, el mortero de cemento y arena.

## Hormigón permeable
El hormigón permeable, utilizado en pavimentos permeables, contiene una red de poros o huecos para permitir que el aire o el agua se muevan a través del hormigón.
Esto permite que el agua se drene naturalmente a través de él y facilita la reposición de aguas subterráneas. Esto no lo hace el hormigón convencional, que además necesita infraestructura de drenaje de aguas superficiales.
Se produce dejando fuera parte o la totalidad del agregado fino (finos, arena). El agregado grueso restante (piedras) se liga con una cantidad relativamente pequeña de cemento Portland. Una vez fraguado, normalmente entre el 15 % y el 25 % del volumen corresponde a huecos, lo que permite que el agua drene a través de él con un caudal del orden de magnitud de 5 gal/ft 2 /min (70 litros/m2/minuto).

### Instalación
El hormigón permeable se instala vertiéndolo en moldes, después se enrasa para nivelar la superficie (pero sin alisarla) y luego se compacta o apisona en su lugar. Debido al bajo contenido de agua y la permeabilidad al aire, entre 5 y 15 minutos después del apisonado, este hormigón debe cubrirse temporalmente con un plástico de polietileno de 6 milésimas de pulgada (0,15 milímetros), o se secará prematuramente y no se hidratará ni curará adecuadamente. Terminado el proceso de curado, este plástico se retira y se desecha.

### Características
El hormigón permeable puede reducir significativamente el ruido del tráfico al permitir que escape con facilidad el aire que los neumáticos del vehículo, al rodar, estrujan contra el pavimento. Este producto no se puede utilizar actualmente en las principales carreteras estatales de EE. UU. debido a los altos requerimientos de resistencia a la presión (libras por pulgada cuadrada, psi por sus siglas en inglés) fijados por la mayoría de los estados, para que las carreteras resistan sin agrietarse el paso de camiones pesados. El hormigón permeable ha sido probado hasta 4 500 psi.

## Hormigón polimérico
El hormigón polimérico u hormigón polímero utiliza polímeros en vez de cemento para unir el agregado. El hormigón polimérico puede ganar mucha resistencia en poco tiempo. Su resistencia a la compresión se encuentra entre 50 y 150 megapascales. Resiste bien la corrosión y, cuando está armado, presenta una adherencia a la armadura significativamente mayor a la del hormigón normal. En contrapartida, es susceptible a la temperatura y la humedad.

## Hormigón pretensado
El hormigón pretensado o concreto preesforzado es hormigón armado cuya armadura es sometida a un esfuerzo de tensión antes de instalar el elemento en su destino definitivo. Es un tipo de prefabricado de hormigón. A veces se habla de hormigón postensado, en el que la armadura se tensa después de instalarlo.

## Hormigón proyectado
El hormigón proyectado (en inglés shotcrete, de shot, disparar, y concrete, hormigón, también conocido por el nombre comercial Gunite, de gun, arma o cañón) utiliza aire comprimido para disparar hormigón sobre (o dentro de) un marco o estructura. La mayor ventaja del proceso es que el hormigón proyectado se puede aplicar en alturas o sobre superficies verticales sin encofrado. Se utiliza a menudo para reparaciones de hormigón o colocación en puentes, presas, piscinas y en otras aplicaciones donde el encofrado es costoso o el manejo y la instalación del material son difíciles. 
El hormigón proyectado se utiliza con frecuencia contra superficies verticales de suelo o roca, ya que elimina la necesidad de encofrado. A veces se utiliza para soporte de rocas, especialmente en túneles. El hormigón proyectado también se utiliza en casos donde la filtración de agua en un entorno, debida a un nivel freático alto u otras fuentes subterráneas, es un problema. Este tipo de hormigón se utiliza a menudo como una solución rápida para la erosión de los tipos de suelo sueltos en zonas de construcción.
Existen 2 métodos de aplicación del hormigón proyectado.
- Mezcla seca: la mezcla seca de cemento y agregados se llena en la máquina y se transporta con aire comprimido a través de las mangueras. El agua necesaria para la hidratación se añade en la boquilla.
- Mezcla húmedaː la mezcla se prepara con toda el agua necesaria para la hidratación, se bombea a través de mangueras, y en la boquilla se añade aire comprimido para pulverizar.

Se pueden utilizar para ambos métodos aditivos como aceleradores o refuerzos de fibra.

## Hormigón refractario
Las aplicaciones de alta temperatura, como hornos de mampostería y similares, generalmente requieren el uso de un cemento refractario; si se utilizaran hormigones a base de cemento Portland, podrían dañarse o destruirse por esas temperaturas elevadas, pero los hormigones refractarios son capaces de soportarlas. Los materiales pueden incluir cementos de aluminato de calcio, arcilla refractaria, ganister y minerales con alto contenido de aluminio.[cita requerida]

## Hormigón tabby
El hormigón tabby, también conocido como concreto tabby, se fabrica quemando conchas de ostras para obtener cal y mezclándola después con agua, arena, ceniza y conchas de ostras rotas. 

## Nanohormigón
El nanohormigón contiene nanopartículas (su mayor dimensión es inferior a los 100 micrómetros —micras—, μm). Pueden ser de cemento Portland. Si son de dióxido de silicio, se mejora la trabajabilidad de la mezcla, la resistencia a la compresión y la impermeabilidad. Si son de dióxido de titanio, confieren al elemento terminado la capacidad de autolimpieza y eliminación de contaminantes. Si son de hematita, un óxido de hierro, de fórmula Fe2O3, el elemento, una vez en carga, puede detectar la compresión que está soportando sin necesidad de llevar un sensor. Otras nanopartículas aumentan el módulo de elasticidad o la resistencia a la compresión.

## Mezclas innovadoras
Las investigaciones en curso sobre mezclas y componentes alternativos han identificado fórmulas que prometen nuevas propiedades y características.

### Hormigón flexible con autorreparación
Investigadores de la Universidad de Míchigan han desarrollado compuestos de cemento de ingeniería (ECC), un hormigón flexible reforzado con fibra. Contiene muchos de los ingredientes utilizados en el hormigón normal, pero en lugar de agregado grueso incluye fibras a microescala. La mezcla tiene una propagación de grietas mucho menor y no sufre el agrietamiento habitual y la consiguiente pérdida de resistencia a altos niveles de tensión de tracción. Los investigadores han podido llevar las mezclas a una tensión superior al 3 por ciento, más allá del punto más típico del 0,1 por ciento en el que se produce la falla. Además, la composición del material favorece la autocuración. Cuando aparecen grietas, queda expuesto el exceso de cemento seco en el hormigón. Reacciona con agua y dióxido de carbono para formar carbonato de calcio y reparar la grieta.

### Hormigones que capturan dióxido de carbono
Los investigadores han intentado fijar CO2 en el hormigón desarrollando materiales avanzados. Una manera es utilizar silicato de magnesio (talco) como alternativa al calcio. Esto reduce la temperatura requerida para el proceso de producción y disminuye la liberación de dióxido de carbono durante la fabricación del cemento. Durante la fase de endurecimiento, se secuestra carbono adicional. Reducir las emisiones de dióxido de carbono, o capturar dióxido de carbono de la atmósfera, tiene gran importancia, porque este CO2 produce el efecto invernadero y el calentamiento mundial. Precisamente la producción de cemento es uno de los procesos industriales con las mayores emisiones, junto con las de acero y aluminio.
Un método relacionado es la carbonatación mineral (CM). Produce agregados de carbonato estables a partir de materiales que contienen calcio o magnesio y CO2. Los agregados estables se pueden utilizar para el hormigón o para producir elementos de construcción neutros en carbono, como prefabricados de hormigón o ladrillos.  La empresa CarbonCure Technologies utiliza el CO2 residual de las refinerías de petróleo para fabricar sus ladrillos y su mezcla de cemento húmedo, compensando hasta el 5 % de su huella de carbono.  Solidia Technologies cuece sus ladrillos y hormigón prefabricado a temperaturas más bajas y los cura con gas CO2, afirmando que reduce sus emisiones de carbono en un 30 %.  Carbonaide utiliza dióxido de carbono en la fase de curado de la producción de hormigón prefabricado y ha demostrado un ahorro de hasta un 40 % en el consumo de cemento con su primer cliente.
Otro método de carbonatación mineral basada en calcio se ha inspirado en la biomimética de las estructuras de calcio naturales. Ginger Krieg Dosier de bioMASON ha desarrollado un método para producir ladrillos sin necesidad utilizar hornos ni liberar una cantidad significativa de carbono. Los ladrillos se cultivan en moldes durante cuatro días mediante un proceso de precipitación de calcita inducida microbiológicamente. La bacteria Sporosarcina pasteurii forma calcita a partir de agua, calcio y urea, incorporando CO 2 de la urea y liberando amoníaco para fertilizante. 
Un equipo de investigación descubrió una forma de utilizar una forma de microalgas llamadas cocolitóforos para producir en masa carbonato de calcio a través de la fotosíntesis a un ritmo más rápido que los corales. Pueden sobrevivir en agua cálida, fría, salada y dulce. La técnica tiene el potencial de absorber más CO2 del que emite. Entre 1 y 2 millones de acres de estanques abiertos podrían suministrar suficientes microalgas para satisfacer el consumo de cemento en Estados Unidos. El equipo afirma que el material se puede sustituir inmediatamente en los procesos de producción existentes.

### Muros vivos resistentes a la desecación

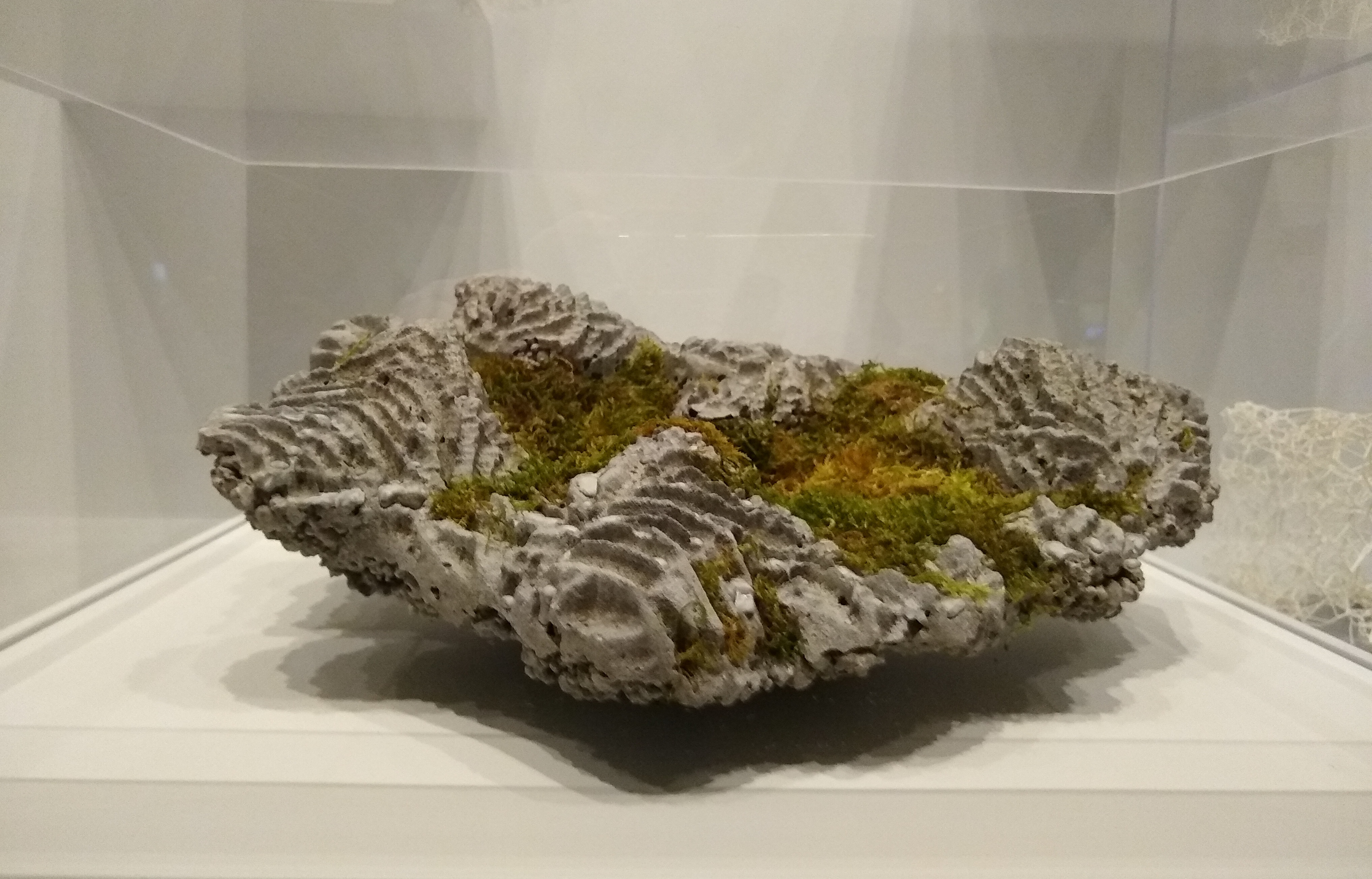
Hormigón ligero biorreceptivo para uso en muros vivos

Otro enfoque implica el desarrollo de hormigón ligero biorreceptivo que pueda utilizarse para crear paredes vivas resistentes a la desecación. Los investigadores de la Escuela de Arquitectura Bartlett están desarrollando materiales destinados a favorecer el crecimiento de plantas poiquilohídricas como algas, musgos y líquenes (organismos que no tienen ningún mecanismo para evitar la desecación). Una vez establecida, la combinación de nuevos materiales y plantas puede mejorar potencialmente la gestión de las aguas pluviales y absorber contaminantes.

### Comer smog
Se ha añadido dióxido de titanio a las mezclas de hormigón para reducir el smog (contaminación mezcla de niebla y humo). Cuando la luz del sol incide sobre este hormigón, el dióxido de titanio actúa como un fotocatalizador, descompone el smog y reduce la acumulación de bacterias y suciedad en la superficie. También se puede utilizar para descomponer los dióxidos de nitrógeno creados por procesos industriales o por la contaminación de vehículos con motores térmicos.